# Plectrocnemia eber
Plectrocnemia eber là một loài Trichoptera trong họ Polycentropodidae. Chúng phân bố ở miền Ấn Độ - Mã Lai.